# Hiroshi Minatoya
Hiroshi Minatoya (jap. 湊谷弘, Minotoya Hiroshi; * 17. Oktober 1943 in Toyama; † 15. Juni 2016) war ein japanischer Judoka, der 1967 und 1969 Weltmeister in der Gewichtsklasse bis 70 Kilogramm war.
Hiroshi Minotoya gewann bei den Weltmeisterschaften 1965 in Rio de Janeiro die Silbermedaille hinter seinem Landsmann Hirofumi Matsuda. Zwei Jahre später traf er im Finale der Weltmeisterschaften 1967 in Salt Lake City auf den Südkoreaner Park Kil-sun und gewann seinen ersten Titel. Bei den Weltmeisterschaften 1969 in Mexiko-Stadt bestritt und gewann Minotoya sechs Kämpfe, im Finale besiegte er seinen Landsmann Yoshimitsu Kōno. Seine vierte Weltmeisterschaftsmedaille erhielt Minotoya 1971 in Ludwigshafen. Bis zum Finale gewann er sechs Kämpfe, im Finale unterlag er seinem Landsmann Hisashi Tsuzawa. 1972 unterlag er bei den japanischen Meisterschaften gegen Toyokazu Nomura, der dann auch bei den Olympischen Spielen 1972 startete und gewann.